# Anoxie (eau)
Pour les articles homonymes, voir Anoxie.
En écologie et hydrobiologie, l'anoxie est une diminution de l'oxygène dissous ou présent et biodisponible dans le milieu (sol, sédiment, eau, atmosphère..).
L'anoxie favorise le développement de bactéries anaérobies ou semi-anaérobies dont certaines peuvent émettre du méthane, des toxines ou être responsables de maladies mortelles (botulisme par exemple).
En modifiant les populations bactériennes et vivantes du sol ou du sédiment, l'anoxie modifie aussi la chimie du sol ou du sédiment (qui devient généralement foncé, voire noir), avec des variations selon la profondeur et le type de milieu.

## Effets chez l'animal
Chez les animaux (aquatiques et terrestres), l'anoxie se traduit par une souffrance tissulaire suivie de la mort par asphyxie. 

Certains organismes y réagissent en amorçant des processus de survie (fuite des zones les plus pauvres en oxygène, recherche d'oxygène dans l'air en surface pour les espèces mobiles). D'autres comme les moules ferment leurs coquilles, mais meurent si le choc anoxique dure trop longtemps.
En présence de certains toxiques qui empêchent l'utilisation par les cellules de l'oxygène dissous dans le sang ou dans les fluides corporels, des animaux peuvent mourir asphyxiés par anoxie interne alors que le taux d'oxygène de l'eau est normal. C'est par exemple le cas lors de pollutions par du cyanure, parfois importantes en aval de certaines mines (mines d'or en particulier).`
L'anoxie de l'eau et plus encore du sédiment aquatique est un facteur très aggravant de la contamination de la chaine alimentaire par le mercure (qui dans ce contexte est méthylé en méthyl-mercure, beaucoup plus toxique et beaucoup plus bioassimilable que le mercure métallique. Ainsi une étude récente (2019) a montré qu'en Guyane c'est dans les zones anoxiques et concernées par l'orpaillage ou les séquelles mercurielles de l'orpaillage que les taux de mercure les plus élevés sont trouvés dans la chair du poisson Aimara (une espèces couramment utilisée comme bioindicateur de la contamination mercurielle du Réseau trophique).

## En pédologie
Ce terme d'anoxie est également utilisé en pédologie pour désigner le manque total d'oxygène d'un sol.

## En géologie
En géologie, l'anoxie décrit le manque de dioxygène dans le milieu marin, exacerbé lors de crises récurrentes appelées événements anoxiques océaniques.
Durant les centaines de millions d'années précédentes, le taux d'oxygène de l'air semble être toujours resté  relativement élevé mais les océans sont bien plus vulnérables à l'anoxie que l'atmosphère ; et ils ont vécu plusieurs crises anoxiques globales (parfois associées à des crises d'extinction d'espèces et à des perturbations importantes du cycle du carbone). Ces crises correspondent à des accumulations géologiques de schistes sombres et riches en matières organiques. Ces crises semblent être favorisées par les climats chauds. Une crise mondiale d'anoxie océanique prend habituellement des milliers d'années pour se développer. Selon Andrew J. Watson, (2016) le déclin actuel des concentrations d'oxygène dans l'océan laisse penser qu'une telle crise pourrait être à nouveau en préparation.

## Écologie aquatique etocéanographie

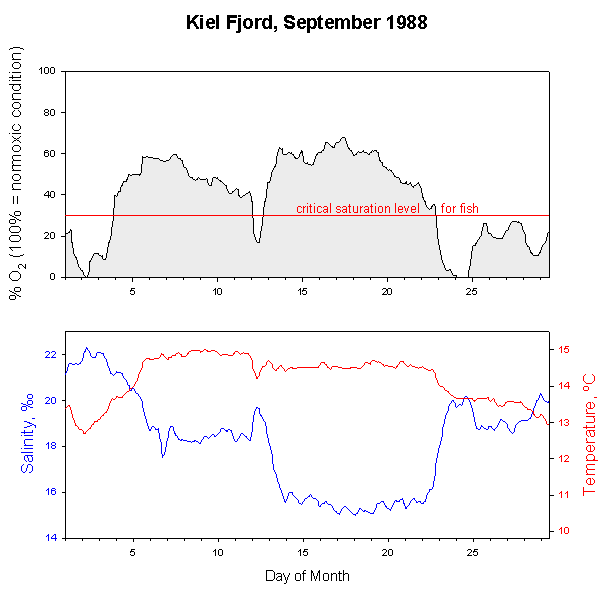
Illustration de l'importance de la salinité dans certains phénomènes d'hypoxie, puis d'anoxie.

Ce terme désigne également l'état de l'eau, totalement dépourvue d'oxygène, dans des couches d'eau, marines ou lacustres. En l'absence de courant, les eaux anoxiques et les eaux oxygénées ne se mélangent pas et la limite entre celles-ci constitue la chimiocline.
Les milieux aquatiques plus restreints et moins stables comme les étangs peuvent être sujets à des périodes d'anoxie, éventuellement provoquées par leur eutrophisation ou dystrophisation par surabondance de nitrates ou phosphates, généralement d'origine agricole ou humaine (eaux usées non épurées).
En mer ou dans certains estuaires on parle de « zones mortes » (dead zones) pour décrire de telles zones.

 Une forte diminution du taux d'oxygène de l'eau (« crise anoxique »), même brève, peut tuer un grand nombre d'espèces animales.
De fortes pluies d'orages estivaux peuvent aussi être source d'apports brutaux de matières organiques et de toxiques (via le ruissellement) vers les canaux. L'anoxie induite peut pour partie expliquer des mortalités importantes et brutales de poissons, induites par le ruissellement de la pluie sur des surfaces imperméabilisées et chargées en polluants.
Ces phénomènes d'anoxie peuvent se développer par crises, qualifiées de malaïgues dans le sud de la France, le terme, issu du provençal, signifiant « mauvaise eau ». Particulièrement connue dans l'Étang de Thau, l'anoxie s'accompagnant d'une production d'hydrogène sulfuré rend les eaux d'une couleur blanc laiteux.

## Causes et effets
Les conditions anoxiques résultent de plusieurs facteurs : les conditions de stagnation, la stratification de la densité, les apports de matière organique, les fortes thermoclines, etc. Les fjords, où des seuils peu profonds à leur entrée empêchent la circulation, en sont des exemples et les limites occidentales de l'océan profond où la circulation est particulièrement faible tandis que la production aux niveaux supérieurs est exceptionnellement élevée. 
Lorsque l'oxygène est épuisé dans un bassin, les bactéries se tournent d'abord vers le deuxième meilleur accepteur d'électrons, qui dans l'eau de mer, est le nitrate. La dénitrification se produit et le nitrate est consommé assez rapidement. Après avoir réduit certains autres éléments mineurs, les bactéries se tourneront vers la réduction du sulfate. Il en résulte le sous-produit du sulfure d'hydrogène (H2S), un produit chimique toxique pour la plupart des biotes et responsable de l'odeur caractéristique d'"œuf pourri" et de la couleur noire foncée des sédiments, :
2 CH2O + SO42− → 2 HCO3− + H2S + énergie chimique
Ces sulfures seront principalement oxydés en sulfates (~ 90%) dans une eau plus riche en oxygène ou précipités et convertis en pyrite (~ 10%), selon les équations chimiques suivantes :
1. H2SH2S  {\displaystyle \rightleftharpoons }  HS− + H+ HS− + 2 O2 → HSO4−
2. H2S  {\displaystyle \rightleftharpoons }  HS− + H+ Fe2+ + HS− → FeS + H+ FeS + H2S → FeS2 + H2

Certains chimiolithotrophes peuvent également faciliter l'oxydation du sulfure d'hydrogène en soufre élémentaire, selon l'équation chimique suivante :
H2S + O2 → S + H2O2
L'anoxie est assez courante dans les fonds océaniques boueux où il y a à la fois de grandes quantités de matière organique et de faibles niveaux d'afflux d'eau oxygénée à travers les sédiments. En dessous de quelques centimètres de la surface, l'eau interstitielle (eau entre les sédiments) est exempte d'oxygène.
L'anoxie est en outre influencée par la demande biochimique en oxygène (Dbo), qui est la quantité d'oxygène utilisée par les organismes marins dans le processus de décomposition de la matière organique. La Dbo est influencée par le type d'organismes présents, le pH de l'eau, la température et le type de matière organique présente dans la zone. La Dbo est directement liée à la quantité d'oxygène dissous disponible, en particulier dans les petites masses d'eau telles que les rivières et les ruisseaux. Lorsque la Dbo augmente, l'oxygène disponible diminue. Cela provoque un stress sur les organismes plus grands. La Dbo provient de sources naturelles et anthropiques, notamment : les organismes morts, le fumier, les eaux usées et le ruissellement urbain.

## Anoxie et traitement des eaux
Dans le traitement des eaux usées, l'absence d'oxygène seule est indiquée comme anoxique tandis que le terme anaérobie est utilisé pour indiquer l'absence de tout accepteur d'électrons commun tel que le nitrate, le sulfate ou l'oxygène.
L'anoxie peut être volontairement provoquée au cours de procédés de traitement des eaux, comme dans les bassins à boue activée de certaines stations d'épuration, où le manque d'oxygène dissous force certaines bactéries à utiliser pour leur respiration l'oxygène des ions nitrates (NO3−) dissous dans l'eau, contribuant ainsi à la dénitrification de l'eau qui ne se produit que quand le taux d'oxygène dissous est inférieur à 1 mg/l ou à 10 % de la saturation (qui dépend de la température). 

Certaines bactéries sont dénitrifiantes et décomposent les molécules de nitrates, les transformant en diazote qui rejoint l'atmosphère.